# Christophe Arend

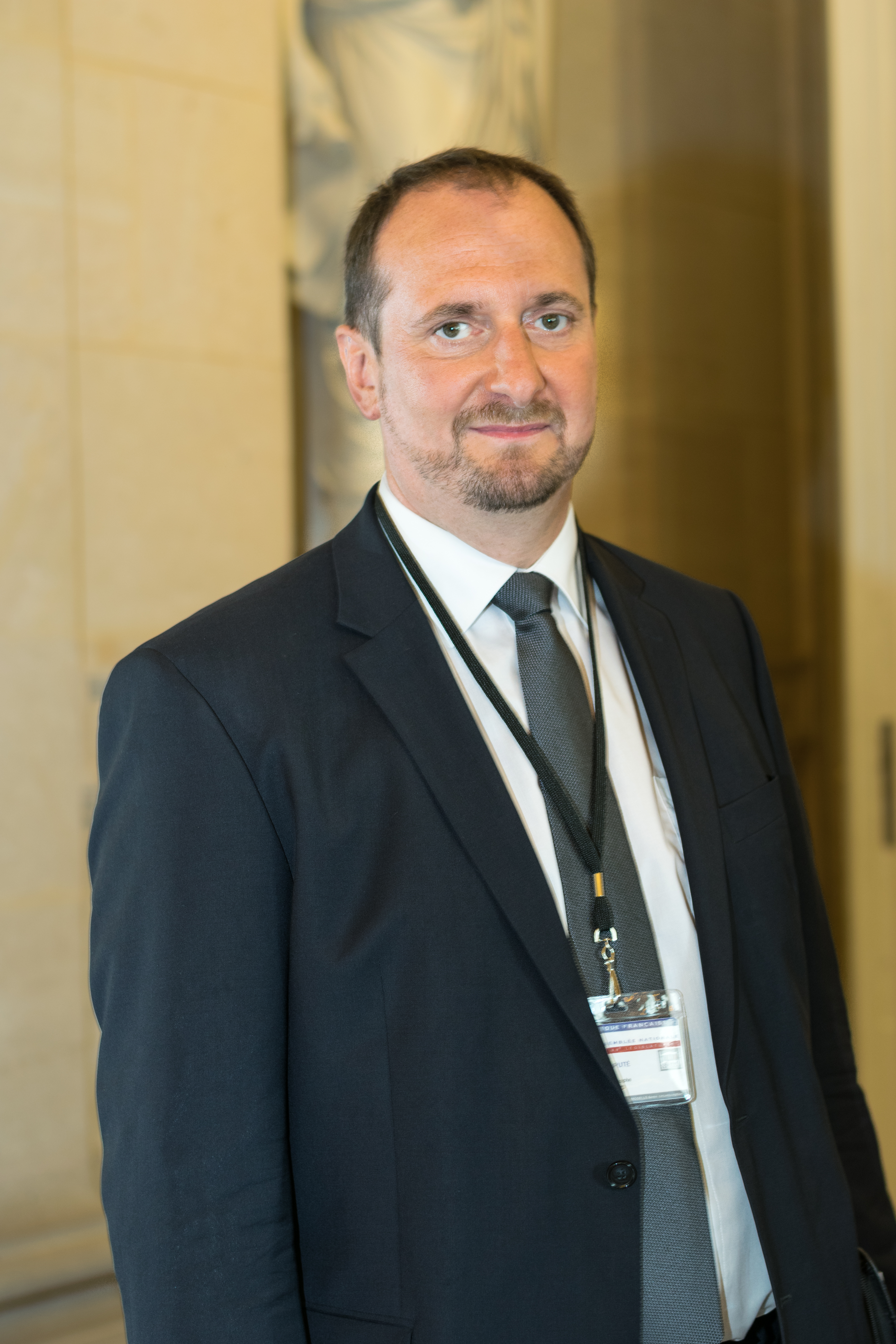
Christophe Arend (2017)

Christophe Arend (* 12. August 1975 in Forbach, Département Moselle) ist ein französischer Politiker der La République en Marche! (LREM).
Arend ist Zahnmediziner und war seit 2014 in der Politik als Stadtrat in Petite-Rosselle. Von 2017 bis 2022 war er Mitglied der französischen Nationalversammlung für die Region Moselle. Im Parlament war Arend Mitglied des Ausschusses für nachhaltige Entwicklung und Raumplanung. Zudem war er Co-Vorsitzender der Deutsch-Französischen Parlamentarischen Versammlung. Von Oktober 2022 bis Mai 2024 leitet er das Saarland-Büro in Paris. 2022 wurde er mit dem Elsie-Kühn-Leitz-Preis für herausragende Verdienste um die deutsch-französischen Beziehungen und die europäische Einigung und 2024 für seine Verdienste um die deutsch-französische Freundschaft mit dem Bundesverdienstkreuz ausgezeichnet.